# Lista de prefeitos e vereadores de Santa Cruz do Capibaribe
Esta é uma lista de governantes da cidade de Santa Cruz do Capibaribe, cidade no agreste de Pernambuco. Constam na lista os chefes do poder executivo do município, entre prefeitos e intendentes, apresentados na lista oficial do site da câmara de vereadores.  O poder executivo é chefiado pelo prefeito, que conta com o auxílio dos secretários municipais, livremente nomeados pelo mesmo. Existe ainda o vice-prefeito, responsável por substituir o prefeito quando necessário e também por assumir a prefeitura estando o cargo vago.

## Atual prefeito (2021-2024)
O atual prefeito é Fábio Aragão (PP) que conquistou o cargo em 2020 e tomou posse em 1º de janeiro de 2021. Nas eleições de 2020 Fábio Aragão (PP), foi eleito para o cargo ao receber 34,65% dos votos válidos, um total de 16.395 votos, derrotando o candidato Allan Carneiro (PSD), que obteve 16.082 votos, total de 33,99% dos votos válidos. Junto a ele, tomou posse o vice-prefeito eleito Helinho Aragão (PSB).

## Palácio Municipal Braz de Lira
O edifício sede da prefeitura é o Palácio Municipal Braz de Lira, localizado na avenida Padre Zuzinha, centro da cidade. Seu nome homenageia Braz de Lira, 7º prefeito de Santa Cruz do Capibaribe.

## Lista de prefeitos de Santa Cruz do Capibaribe
| №  | Prefeito                                      | Partido | Vice-prefeito                                                         | Eleito           | Início do mandato       | Fim do mandato         | Cargo público anterior                    |
| -- | --------------------------------------------- | ------- | --------------------------------------------------------------------- | ---------------- | ----------------------- | ---------------------- | ----------------------------------------- |
| 1  | Tenente Teófanes Ferraz Torres Filho          | PSD     | vago                                                                  | Prefeito nomeado | 1953                    | 1954                   | Nenhum                                    |
| 2  | João Deodato de Barros                        | PSD     | vago                                                                  | Prefeito nomeado | 1954                    | 1954                   | Nenhum                                    |
| 3  | Raimundo Francelino Aragão                    | PR      | João Deodato de Barros                                                | 1955             | 1955                    | 1959                   | Vereador de Taquaritinga do Norte         |
| 4  | Pedro da Silva Neves                          | PTB     | José Gomes Ribeiro                                                    | 1959             | 1959                    | 1963                   | Nenhum                                    |
| 5  | Raimundo Francelino Aragão                    | PR      | José Gomes Ribeiro                                                    | 1963             | 1964                    | 1968                   | Vereador de Santa Cruz do Capibaribe      |
| 6  | Padre Zuzinha                                 | ARENA   | João Emílio de Santana                                                | 1968             | 1º de abril de 1968     | 31 de janeiro de 1972  | Nenhum                                    |
| 7  | Braz de Lira                                  | ARENA   | Noronha Silvestre                                                     | 1972             | 1º de fevereiro de 1973 | 30 de janeiro de 1977  | Nenhum                                    |
| 8  | Padre Zuzinha                                 | PDS     | Augustinho Rufino de Melo                                             | 1976             | 31 de janeiro de 1977   | 31 de janeiro de 1982  | Nenhum                                    |
| 9  | Augustinho Rufino de Melo                     | PFL     | Braz de Lira                                                          | 1982             | 1º de janeiro de 1983   | 31 de dezembro de 1988 | Vice-prefeito de Santa Cruz do Capibaribe |
| 10 | Ernando Silvestre da Silva                    | PFL     | João Januário Nunes                                                   | 1988             | 1º de janeiro de 1989   | 31 de dezembro de 1992 | Vereador de Santa Cruz do Capibaribe      |
| 11 | Raimundo Francelino Aragão Filho, Aragãozinho | PSB     | José Augusto Maia                                                     | 1992             | 1º de janeiro de 1993   | 31 de dezembro de 1996 | Nenhum                                    |
| 12 | Ernando Silvestre da Silva                    | PFL     | José Elias Filho                                                      | 1996             | 1º de janeiro de 1997   | 31 de dezembro de 2000 | Nenhum                                    |
| 13 | José Augusto Maia, Zé Augusto                 | PSB     | Antônio Figueiroa de Siqueira                                         | 2000             | 1º de janeiro de 2001   | 31 de dezembro de 2004 | Vereador de Santa Cruz do Capibaribe      |
| 13 | José Augusto Maia, Zé Augusto                 | PMDB    | José Elias Filho, Zé Elias (PTC)/(PTB)                                | 2004             | 1º de janeiro de 2005   | 31 de dezembro de 2008 | Vereador de Santa Cruz do Capibaribe      |
| 14 | Antônio Figueiroa de Siqueira, Toinho do Pará | PTB     | José Elias Filho, Zé Elias (PTC)/(PTB)                                | 2008             | 1º de janeiro de 2009   | 31 de dezembro de 2012 | Deputado Estadual por Pernambuco          |
| 15 | Edson de Souza Vieira                         | PSDB    | Dimas Pereira Dantas (PP)                                             | 2012             | 1º de janeiro de 2013   | 31 de dezembro de 2016 | Deputado Estadual por Pernambuco          |
| 15 | Edson de Souza Vieira                         | PSDB    | José Raimundo Ramos, Dida de Nan (PSB)                                | 2016             | 1º de janeiro de 2017   | 31 de dezembro de 2020 | Deputado Estadual por Pernambuco          |
| 16 | Fábio Queiroz Aragão                          | PP      | Helio Lima Aragão Filho, Helinho Aragão (PP) até 2023 (PSD) após 2023 | 2020             | 1° de janeiro de 2021   | 31 de dezembro de 2024 | Nenhum                                    |
| 20 | Helio Lima Aragão Filho, Helinho Aragão       | PSD     | Flávio Humberto Pontes da Silva (REP)                                 | 2024             | 1° de janeiro de 2025   | Atualidade             | Vice-prefeito de Santa Cruz do Capibaribe |

## Vereadores
Lista de vereadores eleitos para gestão de 20121/2024:
| Nº | Nome                | Partido |
| -- | ------------------- | ------- |
| 1  | Augusto Maia        | PSB     |
| 2  | Carlinhos da Cohab  | PP      |
| 3  | Capilé da Palestina | PSD     |
| 4  | Caetano Motos       | PSDB    |
| 5  | Demir da Saúde      | PSDB    |
| 6  | Emanuel Ramos       | PSD     |
| 7  | Flávio Pontes       | PP      |
| 8  | Gilson Julião       | MDB     |
| 9  | Irmão Soares        | PSD     |
| 10 | Jessyca Cavalcanti  | PSDB    |
| 11 | Nailson Ramos       | MDB     |
| 12 | Nega                | PSD     |
| 13 | Nego Zé             | DEM     |
| 14 | Vando da Sertec     | PP      |
| 15 | Zezin Buxin         | MDB     |
| 16 | Zé Boi              | DEM     |
| 17 | Zeba                | PDT     |